# J. Samuel White
La J. Samuel White fu una compagnia britannica di costruzioni navali basata a East Cowes, che prese il nome da John Samuel White (1838–1915). Divenne famosa nell'era vittoriana e durante il XX secolo si specializzò nella costruzione di cacciatorpediniere per la Royal Navy e clienti esteri.

## Storia
La famiglia White aveva una lunga tradizione di costruzioni navali nel Kent, come il cutter Lapwing costruito da James White per la Royal Navy, a Broadstairs, tra il 1763 e il 1764, ma anche imbarcazioni veloci per le dogane, semali per la pesca e west indiaman. Almeno tre generazioni della famiglia White lavorarono nella costruzione di navi prima che nel 1802 Thomas White (1773–1859), nonno di John Samuel White, si trasferisse da Broadstairs a East Cowes, sulla costa settentrionale dell'Isola di Wight, dove acquisì il cantiere sulla riva orientale del fiume Medina che aveva già più di un secolo di tradizione. Negli anni finali delle guerre napoleoniche iniziò a lavorare su quello che sarebbe diventato il cantiere 'Thetis', sulla riva occidentale del fiume, tra le saline e la palude situate tra il corso d'acqua e Arctic Road. Aprì ufficialmente il 1 ottobre 1815. White ricostruì subito dopo il cantiere sulla riva est, che nel 1825 divenne il Falcon Yard.

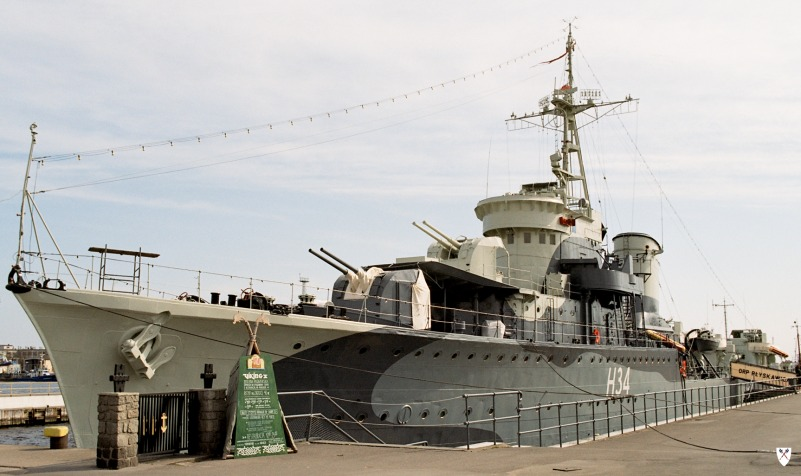
Il cacciatorpediniere polacco ORP Blyskawica, conservato a Gdynia, fu costruito dalla J Samuel White.

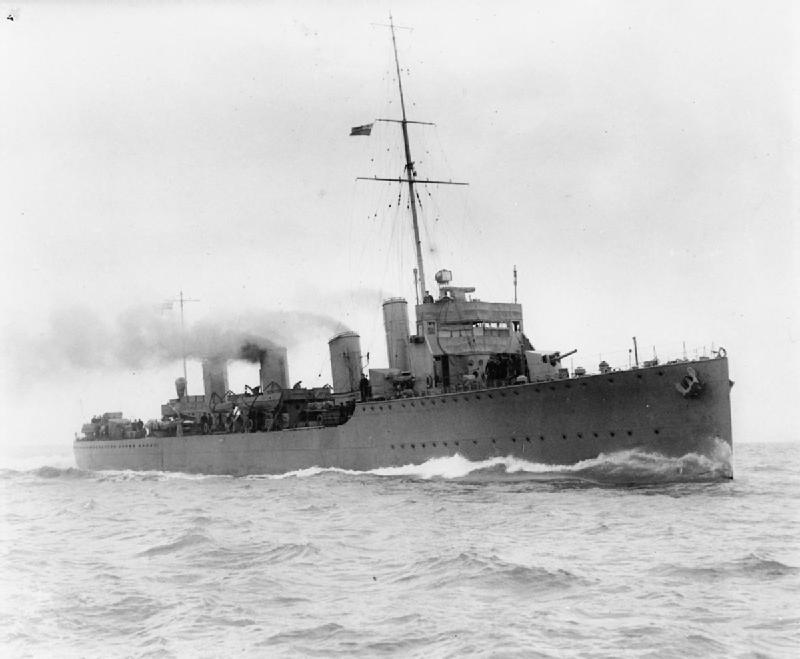
Foto del conduttore di flottiglia HMS Botha (ex Almirante Williams Rebolledo), unità capoclasse della classe Faulknor, ordinato dal Cile, fu restituito nel 1920.

I registri indicano che attorno agli anni 50 del 1800 i cantieri White, con le segherie a vapore, le officine meccaniche per i motori e i laboratori di carpenteria, davano lavoro a circa 500 artigiani. J Samuel White espanse ulteriormente il cantiere nel 1899. L'azienda divenne rapidamente leader mondiale nella progettazione e costruzione di navi militari e mercantili di piccola e media stazza e costruì anche molte imbarcazioni minori, incluse 130 scialuppe per la RNLI, più di ogni altro costruttore.

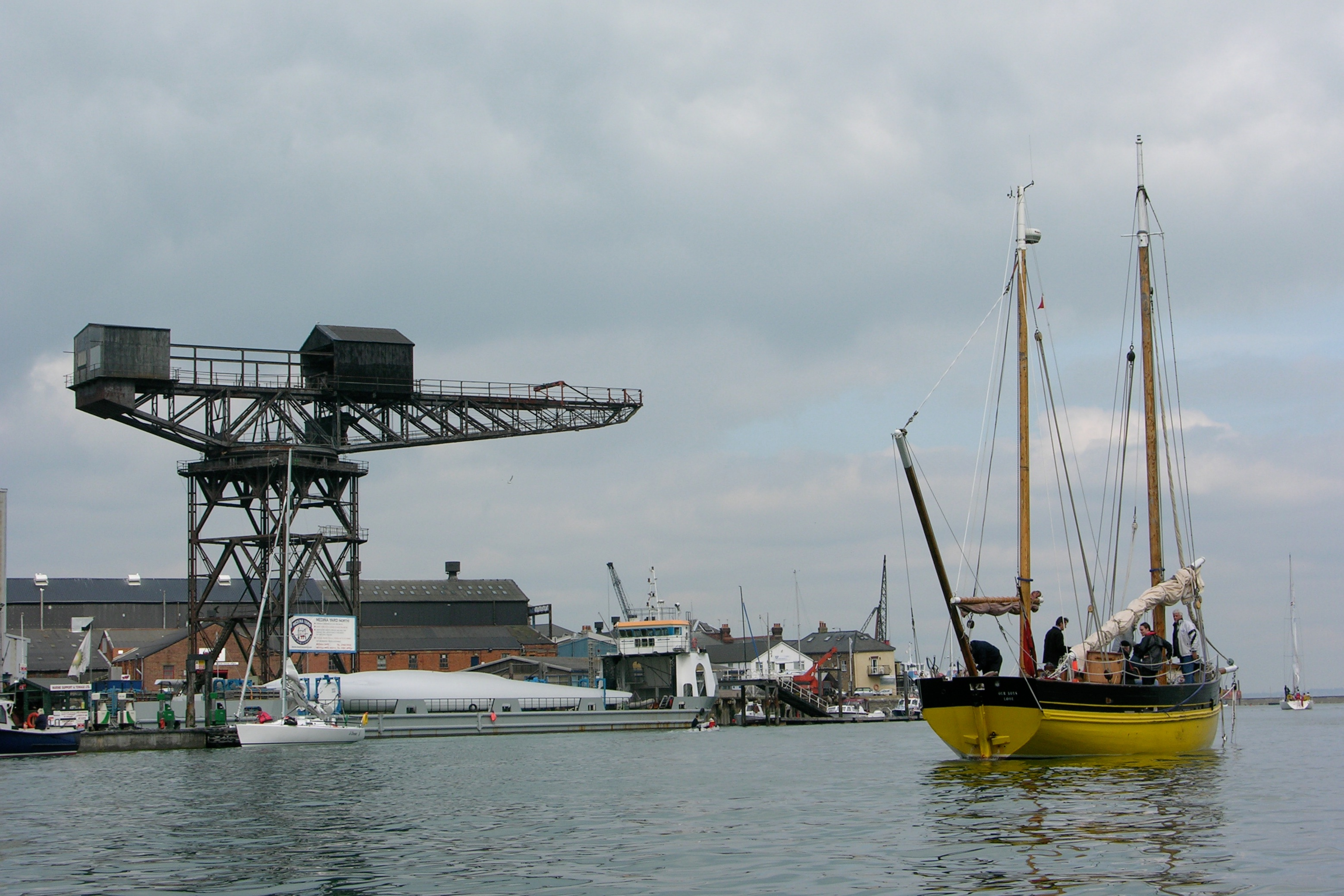
La gru a testa di martello

Un ordine del 1911 di sei cacciatorpediniere per la marina cilena portarono all'espansione del cantiere e l'acquisto di una grossa gru da 80 t costruita da Babcock & Wilcox di Renfrew, in Scozia. La gru fu installata nel 1912 ed è ancora funzionante, usata l'ultima volta nel 2004, e figura tra le opere preservate da Historic England, con grado II* (costruzione particolarmente importante). I cacciatorpediniere ordinati ricevettero le caldaie a tubi d'acqua di progettazione White, il tipo White-Forster, simili alle contemporanee caldaie a tre fasci tubieri, ma con un numero nettamente minore di tubi.
Con la regolare costruzione di turbine, caldaie e motori diesel, il sito di East Cowes divenne un cantiere per la manutenzione. Il generale declino della cantieristica navale in Gran Bretagna portò al varo dell'ultima nave per la Royal Navy nel 1963 e alla chiusura del cantiere. Nel 1981 la compagnia, infine, cessò di essere quotata.
Tra il 1803 e la chiusura nel 1963 la "Sammy" White costruì oltre mille imbarcazioni nei vari cantieri di East Cowes.
Sir Barnes Wallis, in seguito famoso ingegnere aeronautico, lavorò come disegnatore per la compagnia all'inizio della sua carriera, prima di spostarsi alla Vickers per progettare aeroplani.
Due cacciatorpediniere costruiti dalla White sopravvivono ancora: l'ORP Błyskawica (il più vecchio cacciatorpediniere rimasto al mondo) e l'HMS Cavalier (l'unico cacciatorpediniere della seconda guerra mondiale preservato in Gran Bretagna).

## Produzione aeronautica
Nel 1912 la compagnia iniziò a costruire velivoli a East Cowes in un capanno di grigliato sulla riva del fiume Medina, con Howard T. Wright come direttore generale e capo progettista. A causa della collocazione sull'Isola di Wight, la compagnia scelse il nome di Wight Aircraft.
Tra il 1912 e il 1916 la compagnia trasferì la fabbrica sull'altro lato del fiume, a Cowes, e costruì i seguenti idrovolanti:
- Wight Pusher Seaplane
- Wight Twin
- Wight Seaplane
- Wight Baby
- Wight Bomber
- Wight Converted Seaplane
- Wight Quadruplane
- AD Seaplane Type 1000

Nel 1913 la compagnia produsse un idrovolante a scafo centrale che fu mostrato al London Air Show di Olympia. La compagnia produsse anche 110 Short Type 184, progettati dalla Short Brothers.
Nel periodo tra il 1916 e il 1917 la compagnia sviluppò il caccia prototipo quadriplano Wight Quadruplane. Questo aereo fu testato a Martlesham Heath a partire dal 1917, ma il progetto fu abbandonato nel 1918.